# Donkere zijdebij
De donkere zijdebij (Colletes marginatus) is een vliesvleugelig insect uit de familie Colletidae. De wetenschappelijke naam van de soort is voor het eerst geldig gepubliceerd in 1846 door Smith.